# Felsenkirche (Idar-Oberstein)

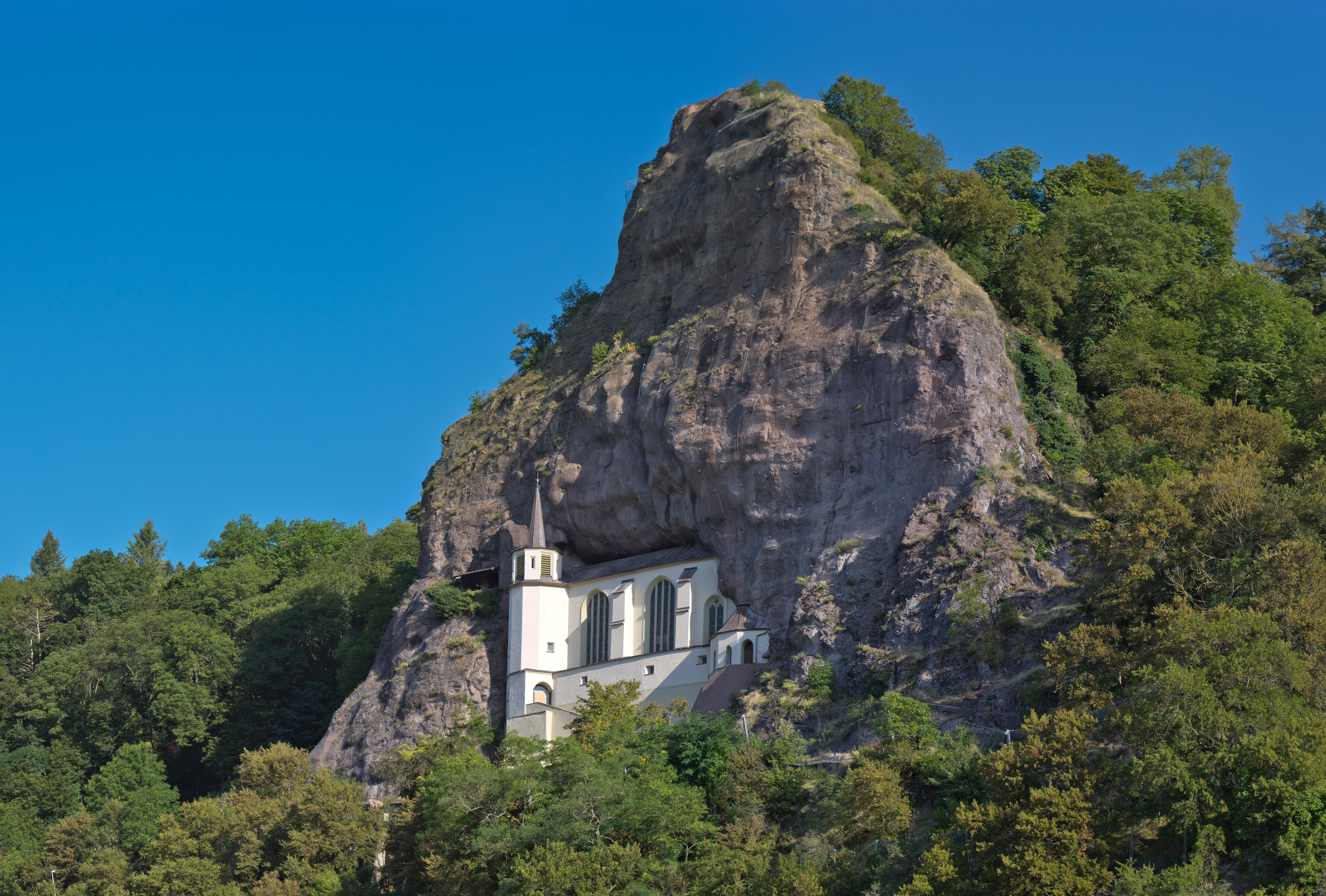
Felsenkirche Idar-Oberstein

Die Felsenkirche ist ein evangelisches Gotteshaus an exponierter Stelle im rheinland-pfälzischen Idar-Oberstein und das Wahrzeichen der Stadt.

## Geschichte
Auf den Fundamenten einer älteren Höhlenburg ließ Wirich IV. von Daun-Oberstein zwischen 1482 und 1484 die Felsenkirche Idar-Oberstein errichten. Oberhalb des Gotteshauses ragen eine Felswand und die Burg Bosselstein empor. Unterhalb liegen die Häuser des Stadtteils Oberstein. Die Kirche ist durch ihre Lage und ihre weithin sichtbare Präsenz zum Wahrzeichen der Stadt Idar-Oberstein geworden. Um das Innere der Kirche zu betreten, muss man durch einen 1980/81 in den Felsen geschlagenen Tunnel gehen.
Das Patrozinium der Felsenkirche ist nicht sicher geklärt, doch deuten Dokumente auf St. Walburga als Namenspatronin. Von der Reformation bis zum Jahr 1964 war die Felsenkirche die Evangelische Pfarrkirche von Oberstein.
Die exponierte Lage führte mehrfach zu erheblichen Schäden durch Steinschlag, die 1742 und 1858 zu tiefgreifenden baulichen Veränderungen an der Kirche führten. Einen weiteren starken Eingriff in die Bausubstanz und die Ausstattung brachten Arbeiten in den Jahren 1927 bis 1929, wobei umfangreiche Feuchteschäden im Rahmen einer Grundsanierung beseitigt wurden. Mit einer weiteren Renovierung wurde 1981 der Innenraum erneut grundlegend umgestaltet und zahlreiche Ausstattungsstücke entfernt.
Von der verbliebenen Ausstattung ist der Flügelaltar aus dem 14. Jahrhundert mit der Passion Christi des Meisters des Obersteiner Altars hervorzuheben.

## Sage
Um die Erbauung rankt sich eine Sage:

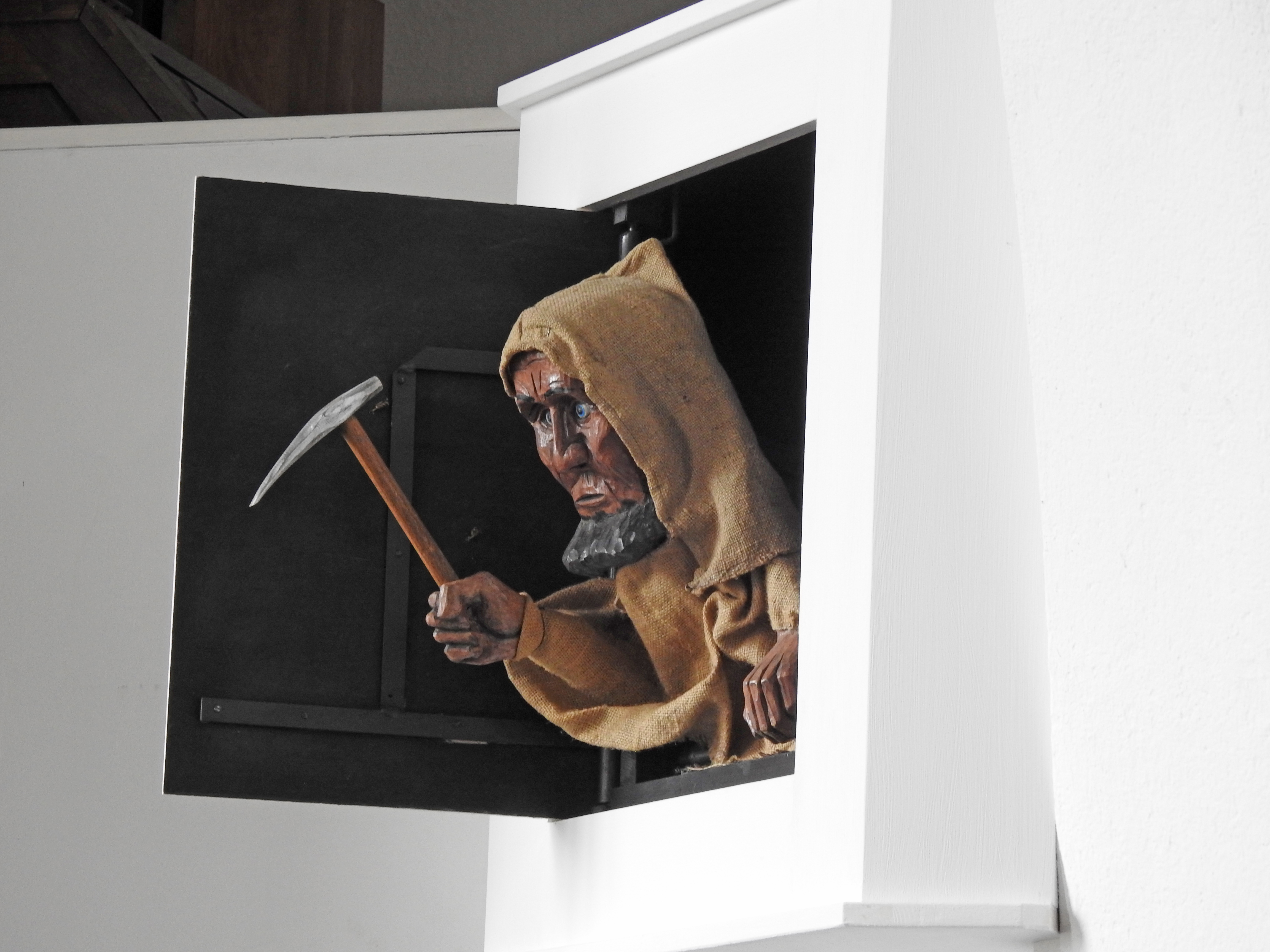
Die Figur auf der Empore mit Orgel symbolisiert die Sage um die Felsenkirche.

Um die Mitte des elften Jahrhunderts lebten die Brüder Wyrich und Emich von Oberstein auf der Burg Bosselstein. Beide liebten Bertha von Lichtenburg und, als Wyrich von der Verlobung seines jüngeren Bruders mit eben jener erfuhr, stürzte er Emich aus dem Fenster der Burg.
Gezeichnet von seiner schweren Schuld beichtete Wyrich die Tat einem Abt. Als Sühne sollte er mit eigenen Händen eine Kapelle an der Stelle, an der sein Bruder gestorben war, errichten.
Als der Bau vollendet war, bat Wyrich Gott um ein Zeichen der Vergebung. Ein Quell entsprang dem Felsen, der heute noch fließt. Bei der Einweihung der Kapelle sank Wyrich am Altar tot vor dem Abt nieder.

## Kunstwerke
- Das Epitaph eines Ritters in voller Rüstung zeigt Philipp II. von Daun-Oberstein, Vater des Erbauers der Felsenkirche
- Das Sebastiansbild stellt die Familie des Grafen Sebastian von Daun-Oberstein-Falkenstein dar; das Gemälde entstand um 1751
- Die Apostelbilder sind an der Emporenbrüstung angebracht. Sie entstanden zwischen dem 17. und 18. Jahrhundert und stellen die Apostel in einem bäuerlichen Umfeld dar.
- Fragmente spätgotischer Glasfenster: die ursprünglichen Fenster wurden bei einem Felssturz 1742 stark beschädigt. Vorhanden sind lediglich Fragmente, die allerdings noch die Pracht der Originalfenster vermitteln
- Ein Taufstein (um 1500), eine spätgotische Taufschüssel sowie weitere mittelalterliche und neuzeitliche Einzelstücke[2]

## Zugänglichkeit
In der Kirche werden gelegentlich Gottesdienste, Trauungen und am Heiligabend die Christmette gehalten. Die allgemeine Besichtigung der Kirche ist in geführten Gruppen nach Voranmeldung über die Tourist-Info möglich.

## Orgel

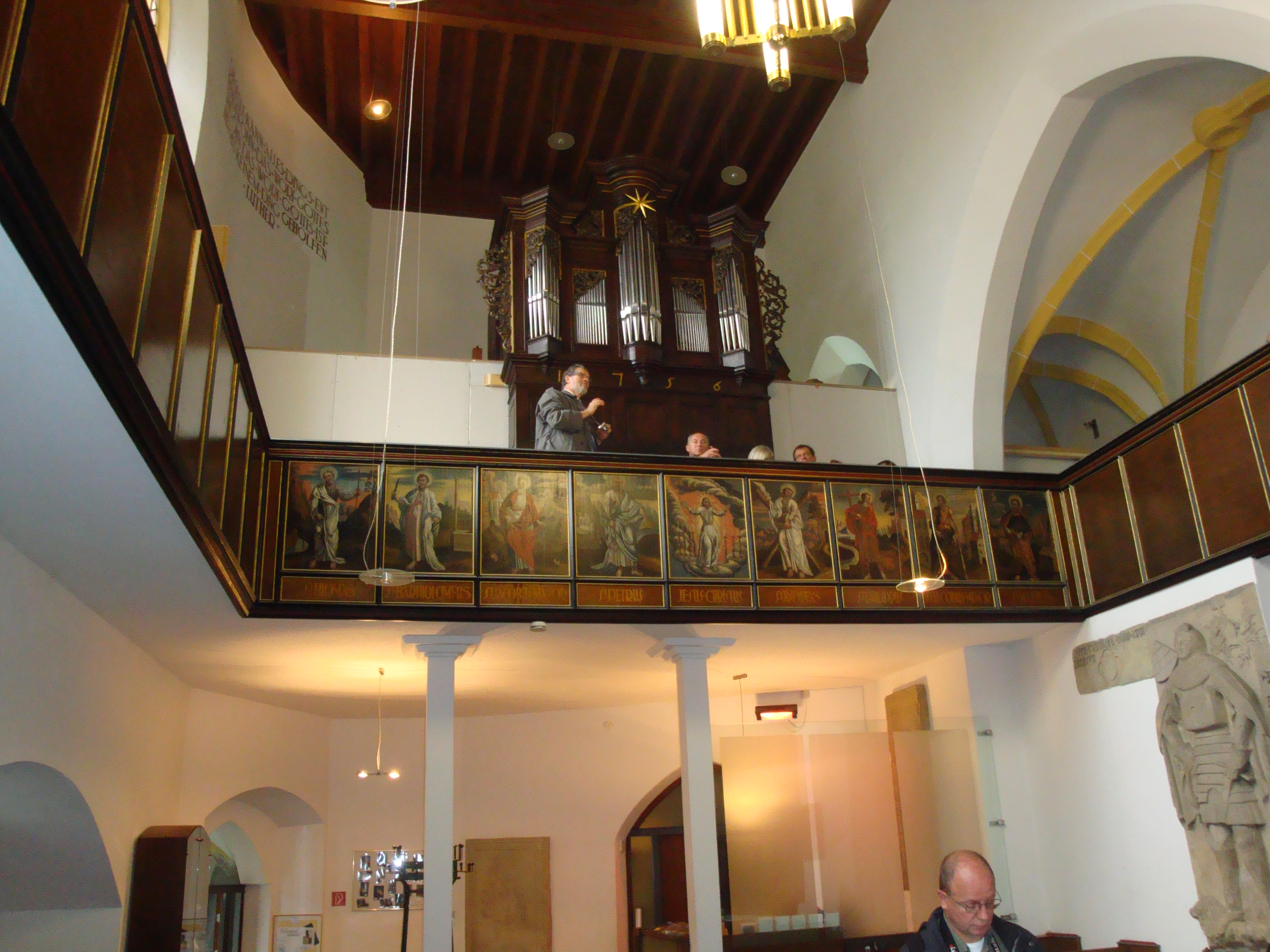
Empore mit Orgelprospekt

Die Orgel wurde 2001 von dem Orgelbauer Rainer Müller (Merxheim) erbaut. Das Orgelgehäuse stammt aus dem Jahr 1756 und wurde von den Gebrüdern Johann Nikolaus und Joh. Philipp Stumm aus Rhaunen-Sulzbach errichtet. Die Disposition des heutigen Orgelwerks lehnt sich stilistisch an die Orgelbautradition der Orgelbaufamilie Stumm an. Das rein mechanische Instrument hat 21 Register auf zwei Manualen und Pedal.
| I Manual C–g3 |       |
| Bourdon       | 16′   |
| Prinzipal     | 8′    |
| Gedeckt       | 8′    |
| Octave        | 4′    |
| Rohrflöte     | 4′    |
| Quinte        | 2 ⁄3′ |
| Octave        | 2′    |
| Mixtur III    | 1′    |
| Trompete      | 8′    |

| II Manual C–g3 |        |
| Hohlflöte      | 8′     |
| Traversflöte D | 8′     |
| Gamba          | 8′     |
| Offenflöte     | 4′     |
| Quintflöte     | 2 ⁄3′  |
| Flöte          | 2′     |
| Terzflöte      | 1 3⁄5′ |
| Oboe           | 8′     |
| Tremulant      |        |

| Pedal C–f1 |     |
| Subbass    | 16′ |
| Octavbass  | 8′  |
| Choralbass | 4′  |
| Posaunbass | 16′ |

- Koppeln: II/I, I/P, II/P
- Cimbelstern

## Bilder

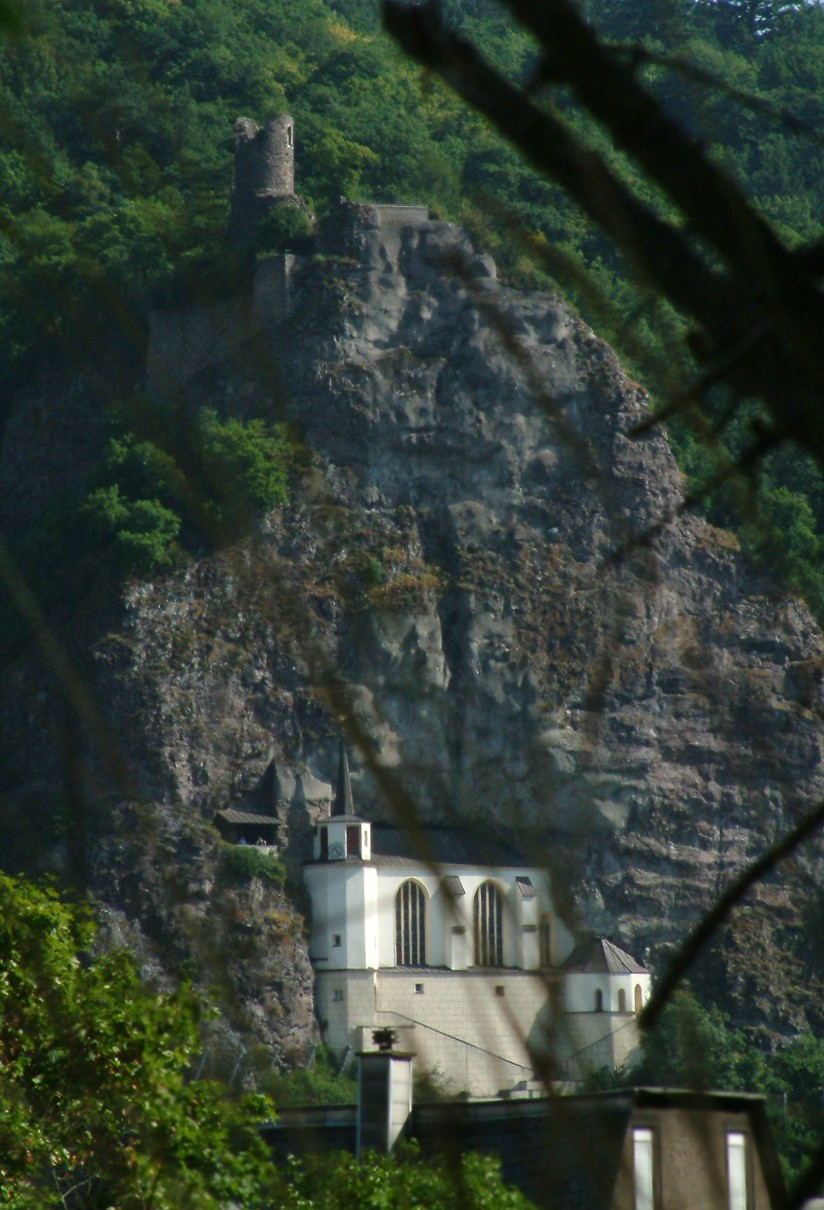
Felsenkirche und Ruine Burg Bosselstein
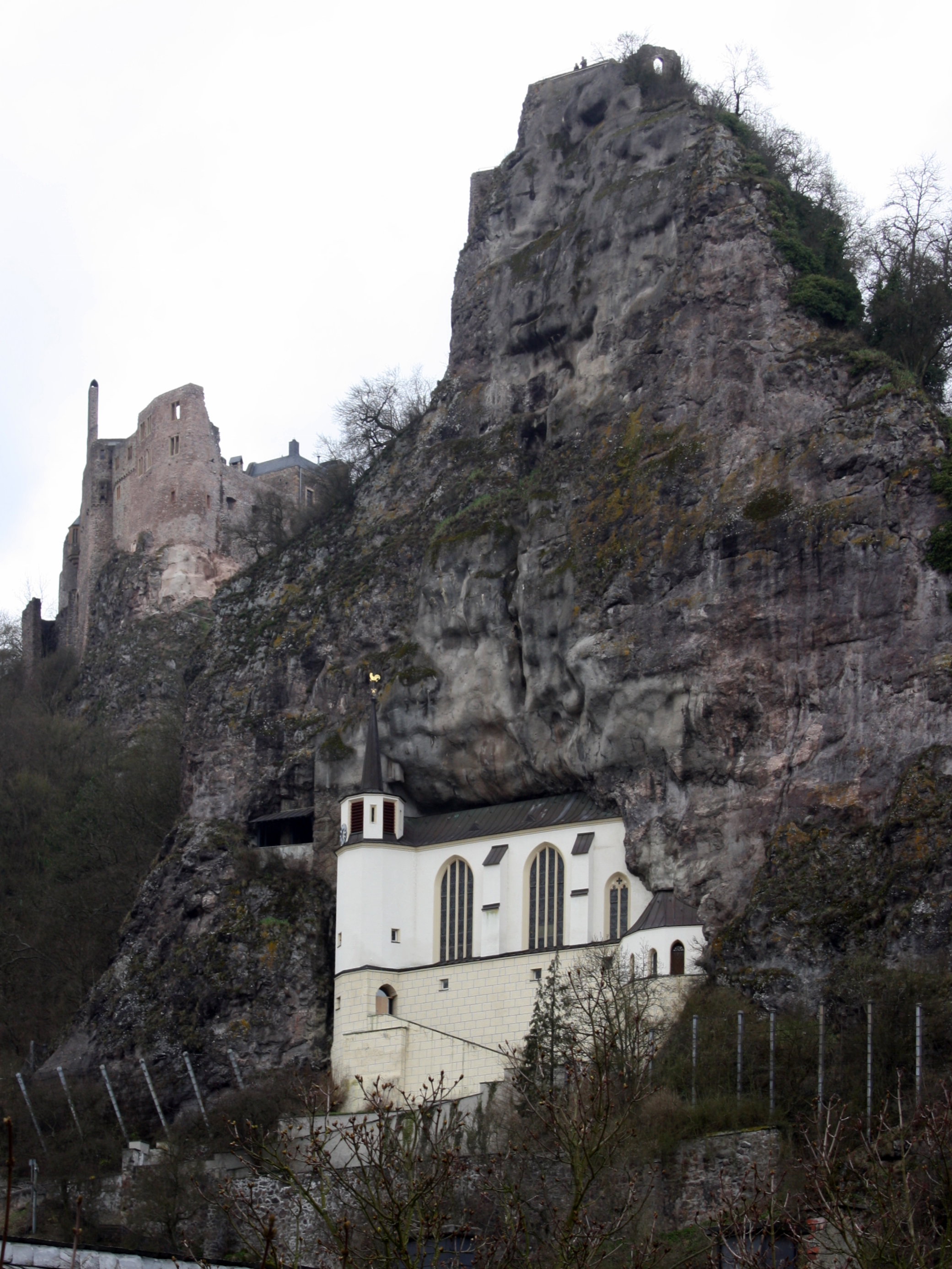
Felsenkirche und Schloss Oberstein
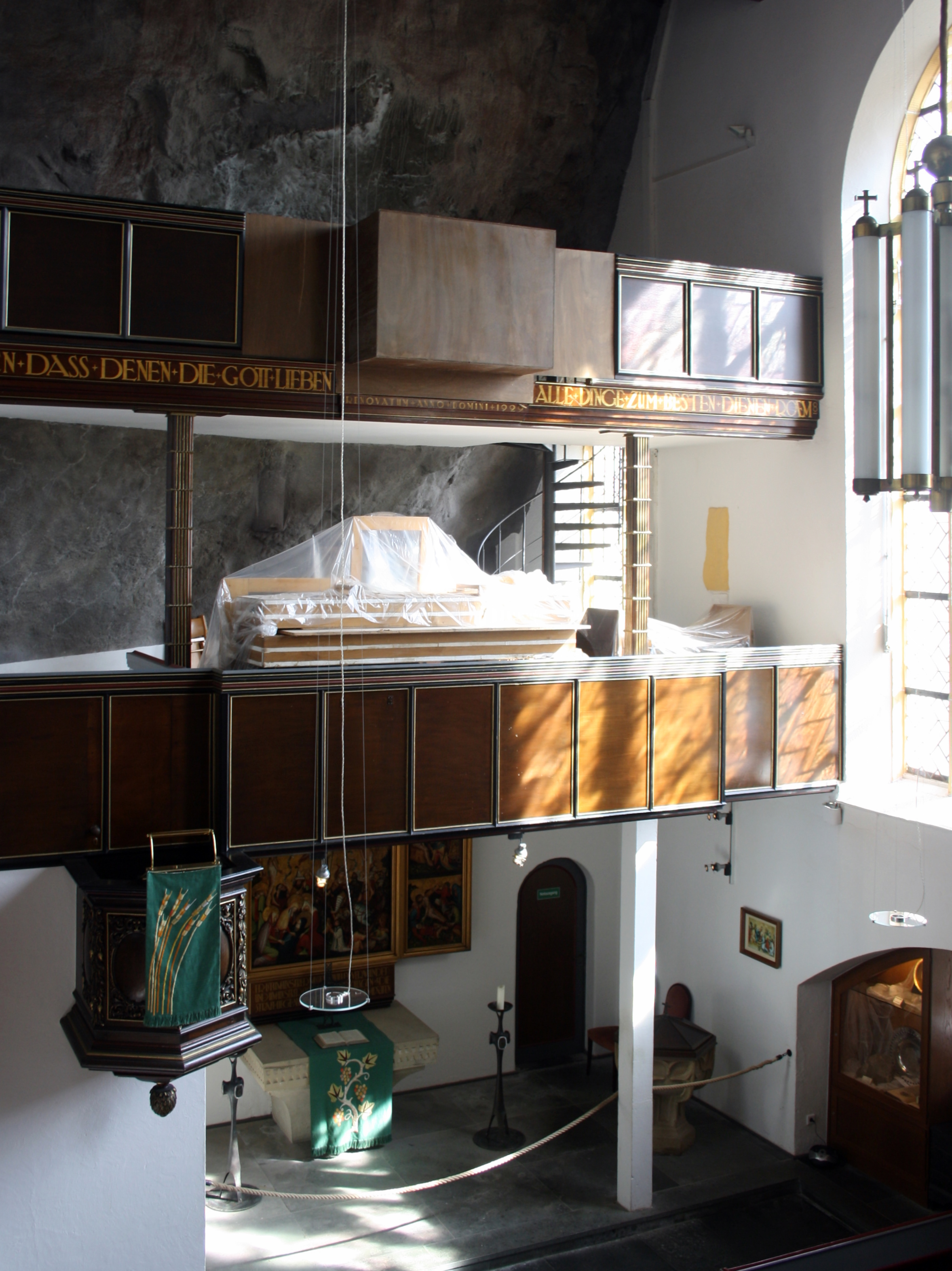
Kirchenraum nach Ost
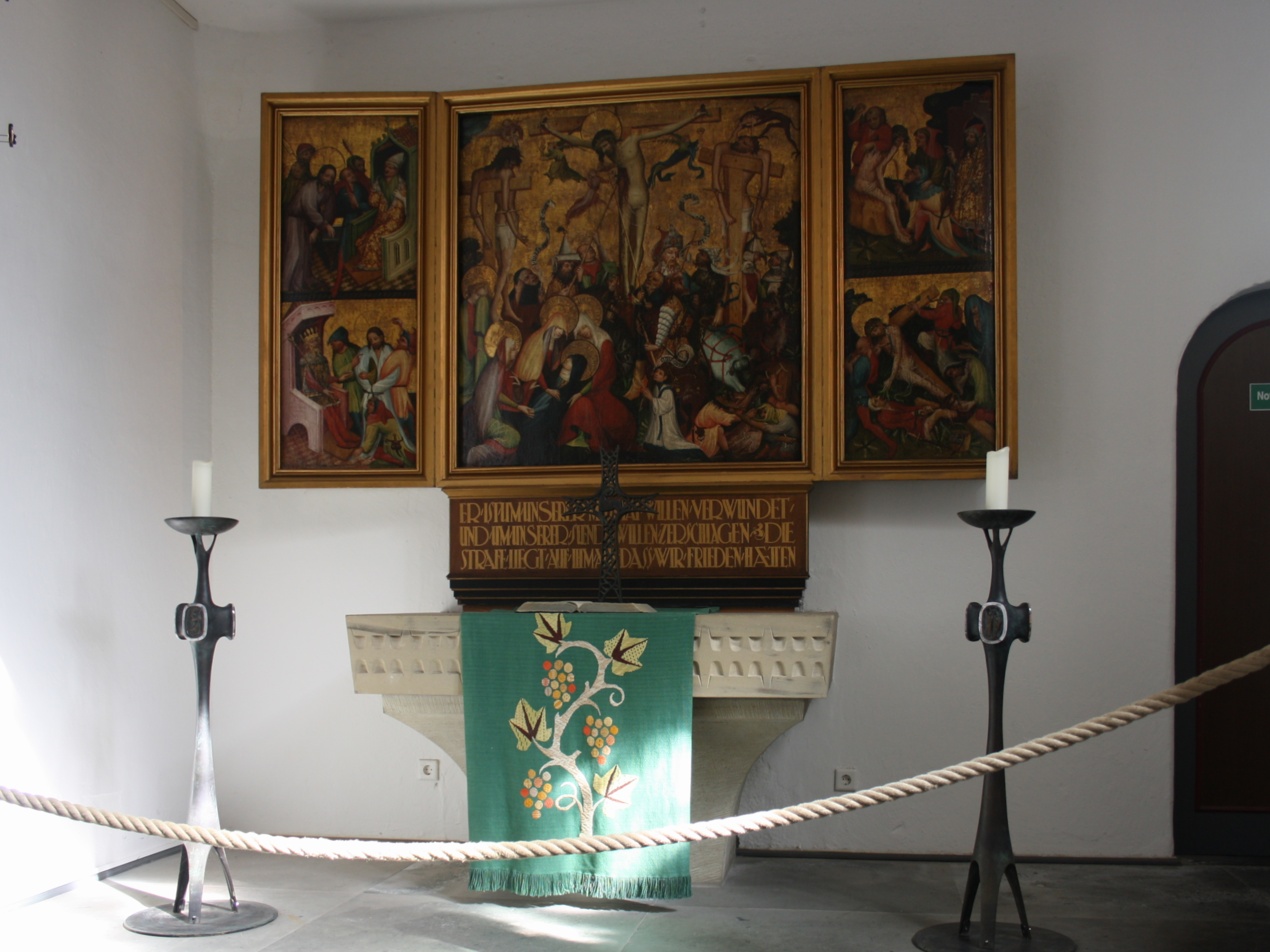
Altar
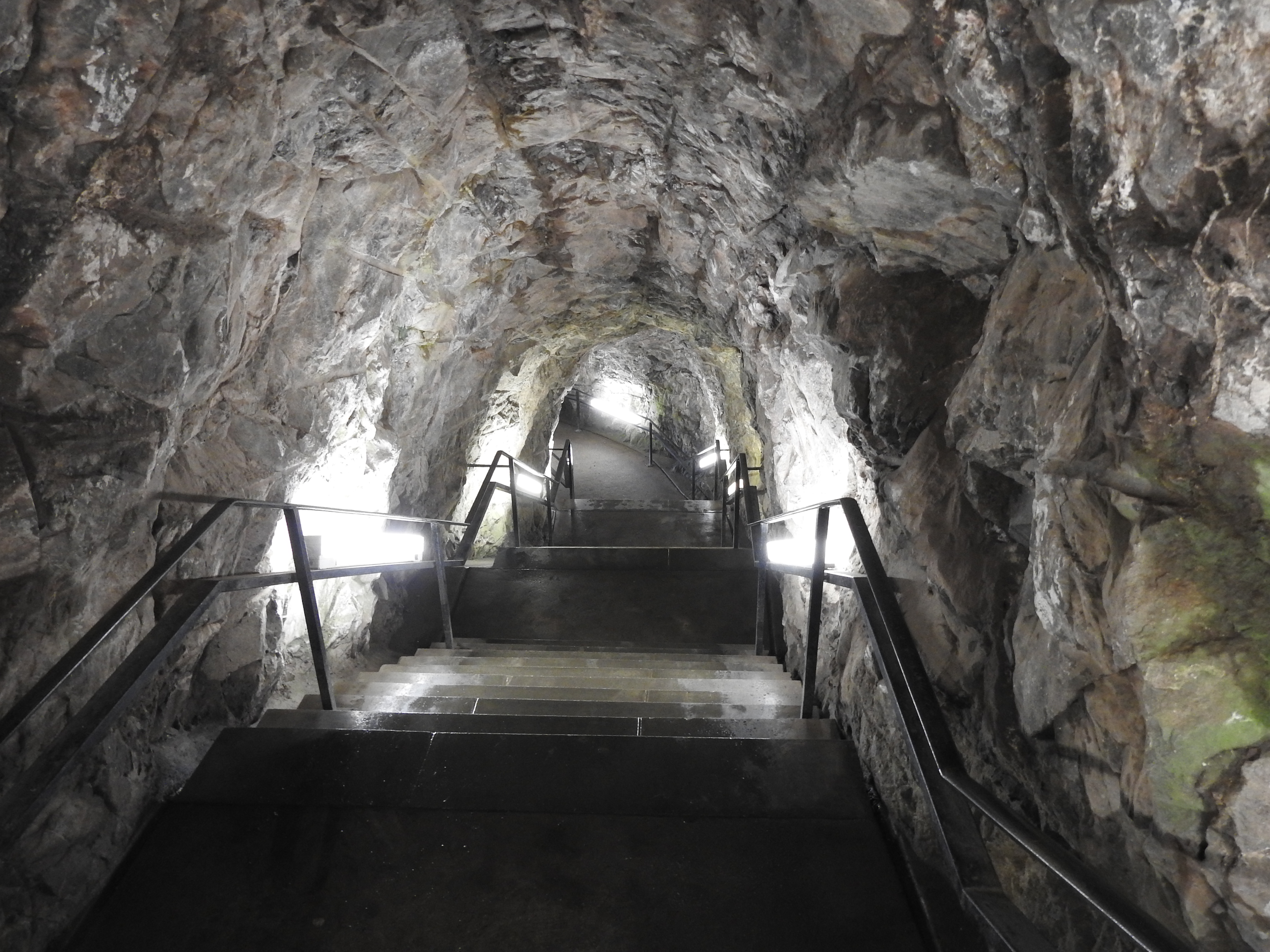
Unterirdischer Aufgang zur Kirche
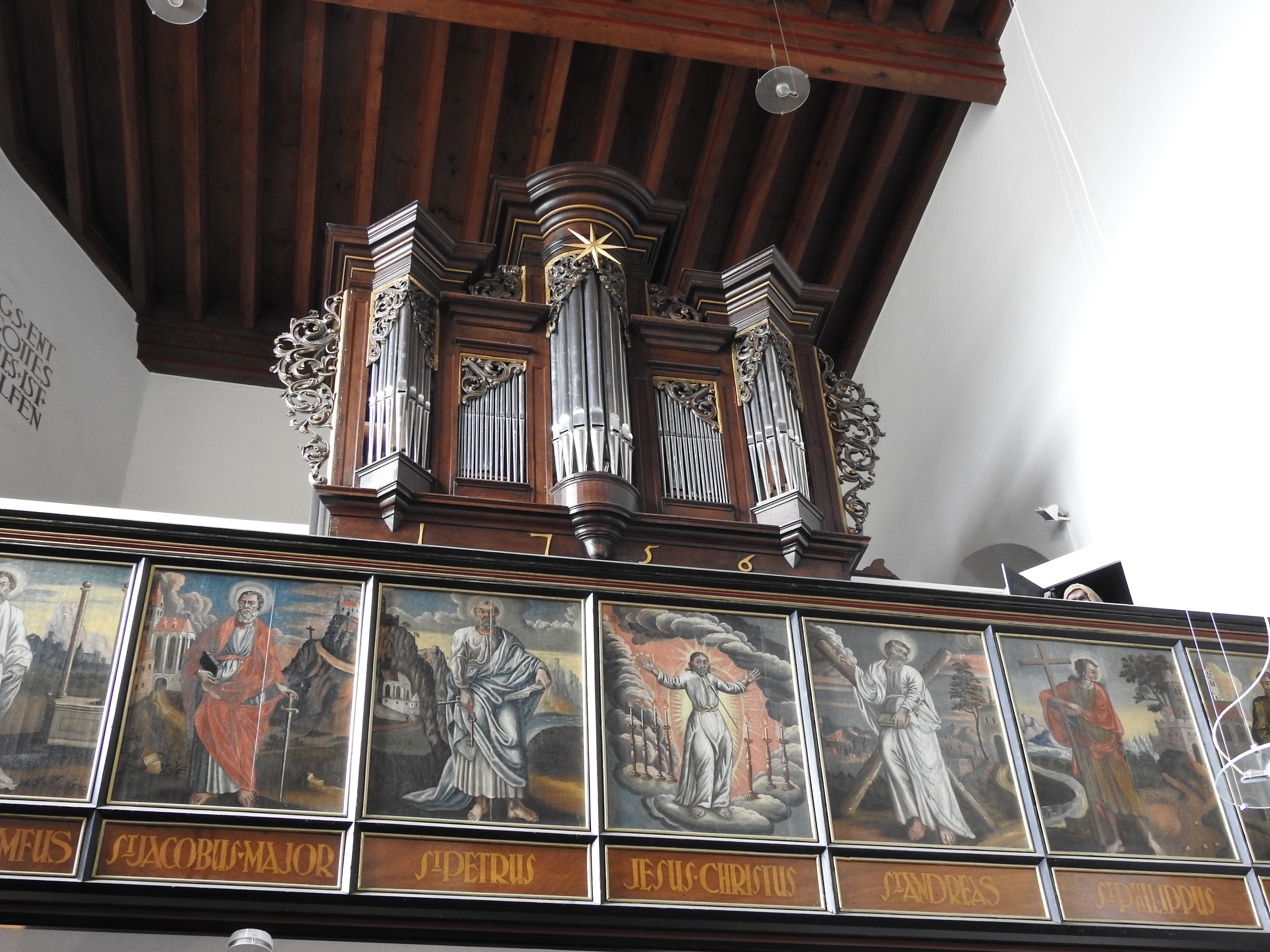
Orgel auf Empore mit Apostelbildern